# Arnebia lindbergiana
Arnebia lindbergiana är en strävbladig växtart. Arnebia lindbergiana ingår i släktet Arnebia och familjen strävbladiga växter.

## Underarter
Arten delas in i följande underarter:
- A. l. lindbergiana
- A. l. paghmanica